# تراموا ژنو
تراموا ژنو (فرانسوی: Réseau tramway de Genève‎) سیستم تراموا در شهر ژنو، سوئیس است. این تراموا که در سال ۱۸۶۲ تأسیس شده دارای ۵ خط، ۸۰ ایستگاه و ۳۶ کیلومتر طول است.

## نگارخانه

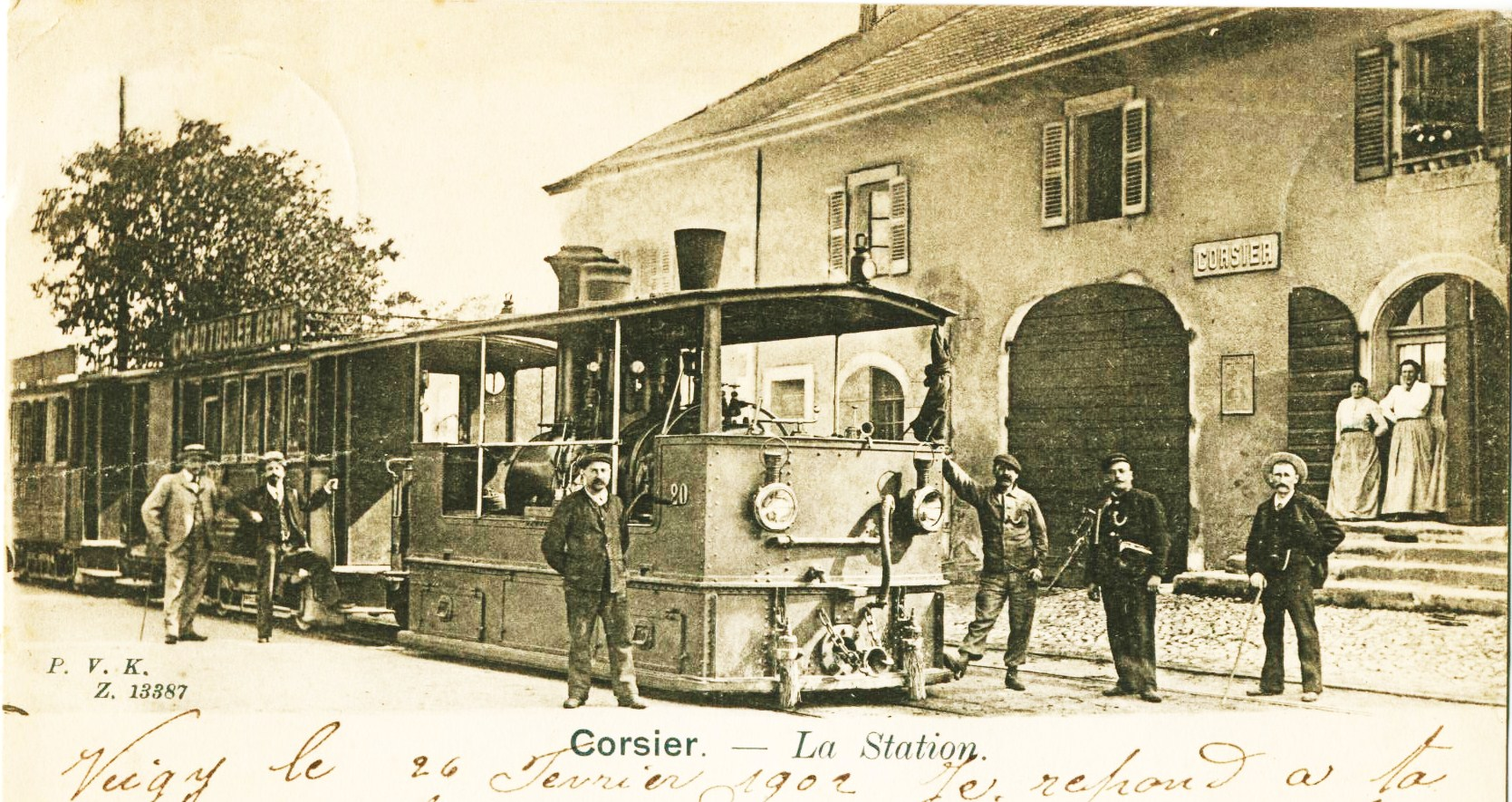
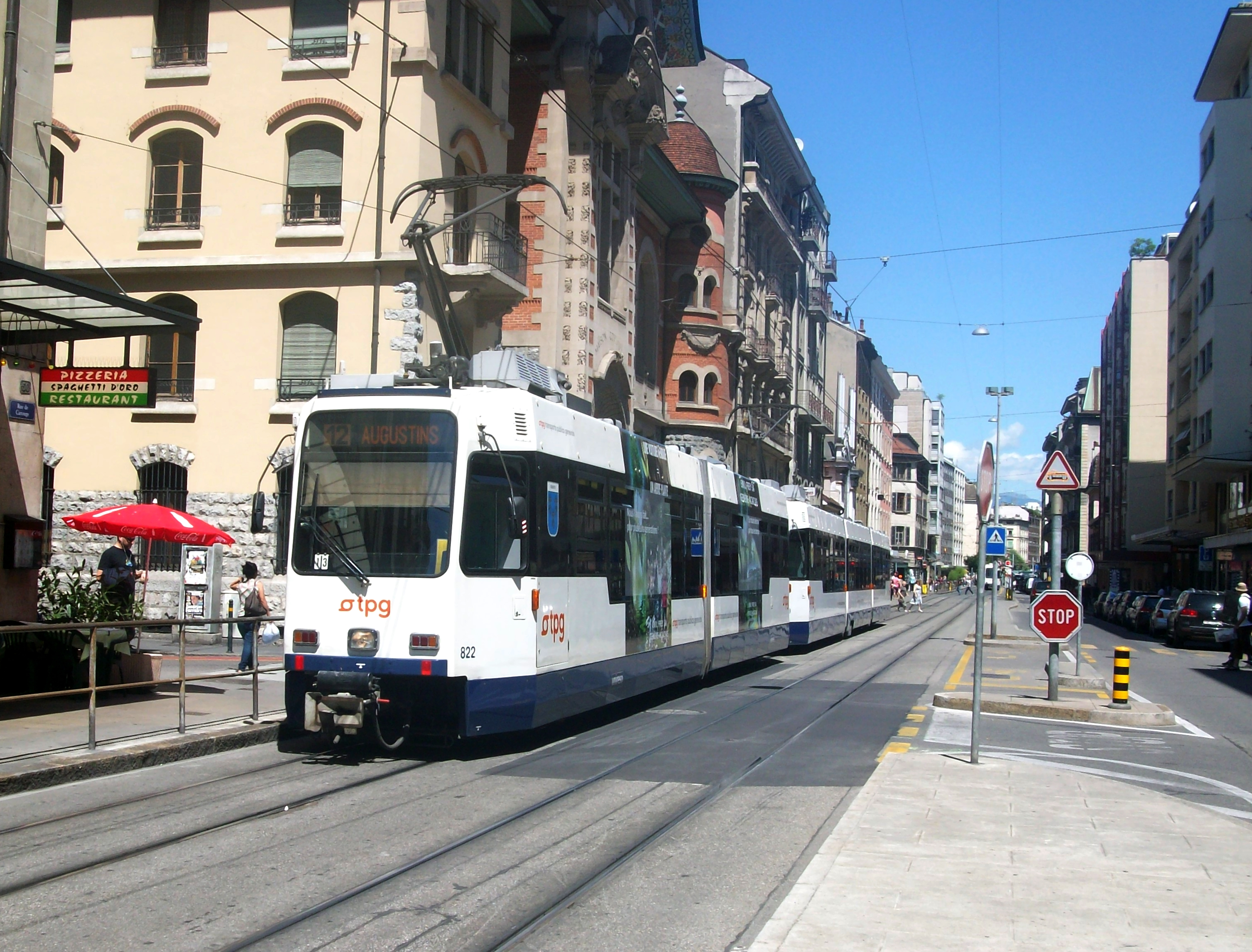
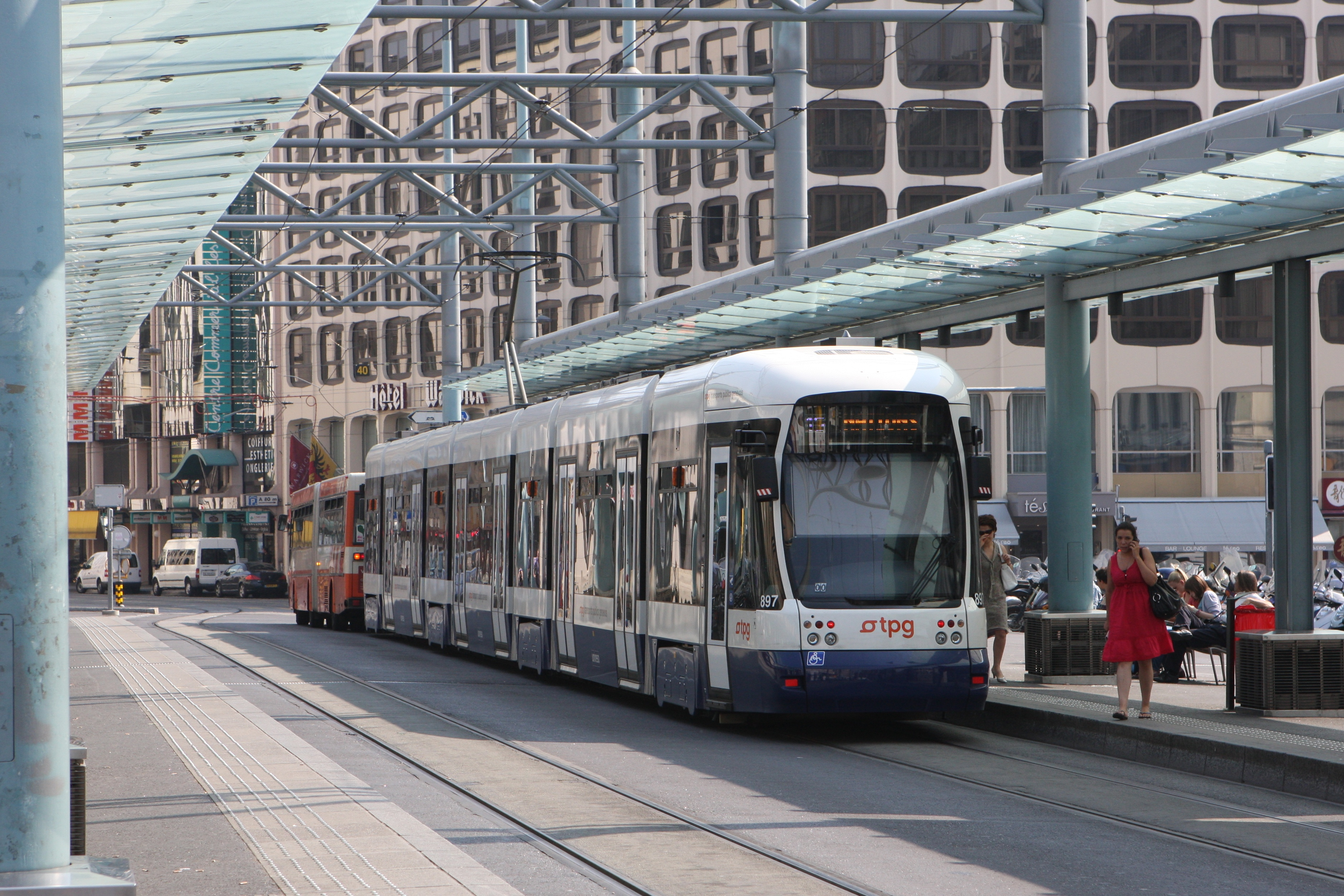
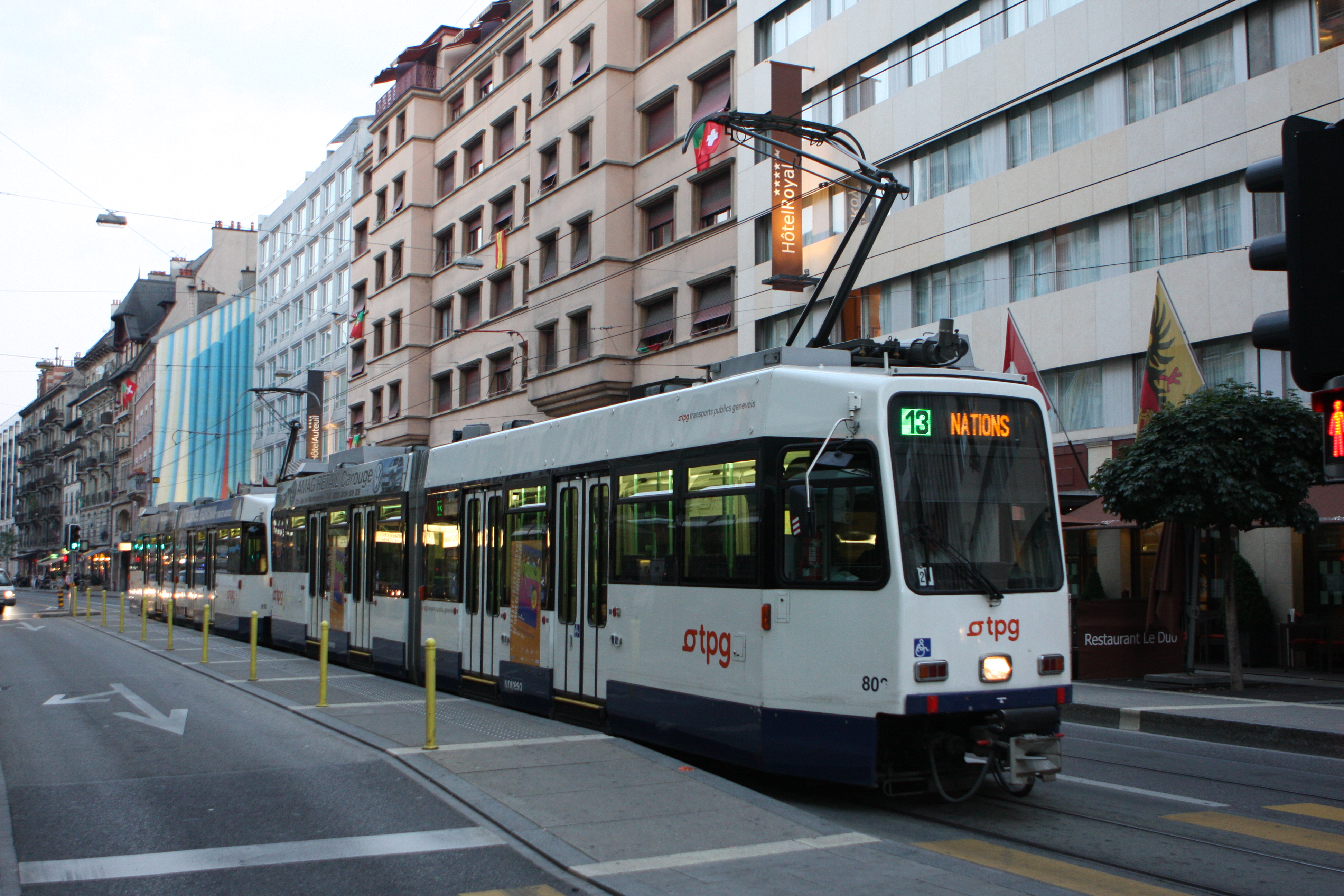